# جيفرسون كويرو
جيفرسون كويرو (بالإسبانية: Jeferson Cuero) (15 مايو 1988 بكالي في كولومبيا - ) هو لاعب كرة قدم كولومبي في مركز الهجوم. لعب مع أونس كالداس وإنديبندينتي ميديلين وإنديبنديينتي سانتا في ونادي موريليا الرياضي.

## وصلات خارجية
- جيفرسون كويرو على موقع قاعدة بيانات كرة القدم.إي يو (الإنجليزية)
- جيفرسون كويرو على موقع Soccerway.com (الإنجليزية)
- جيفرسون كويرو على موقع AS.com (الإسبانية)